# Fabio Bonini
Fabio Bonini (Bagnolo in Piano, 26 agosto 1938 – 6 agosto 2022) è stato un calciatore italiano, di ruolo centrocampista.

## Carriera
Collezionò 113 presenze segnando 3 reti in Serie B con Reggiana, Arezzo e Cesena e 182 in Serie C con Arezzo e Cesena.

## Palmarès

### Club

#### Competizioni nazionali
- Serie C: 2

Arezzo: 1965-1966
Cesena: 1967-1968